# Union des intellectuels indépendants
L'Union des intellectuels indépendants (UII) est une association politique et culturelle française, qui en défendant la liberté d'expression, sert de tribune et de lieu de sociabilité aux milieux de la droite « nationale » anticommuniste, de 1950 aux années 2000.

## Histoire
Fondée vers 1950 à l'instigation de l'éditeur Charles de Jonquières désireux d'apporter un soutien aux épurés condamnés par les tribunaux après la Libération, l'Union des intellectuels indépendants entend « grouper tous ceux et toutes celles qui exercent professionnellement ou non une activité intellectuelle et n'acceptent aucune limitation dans leur liberté de pensée ou d'expression ». Elle vise à l'origine un triple objectif : « selon les statuts, lutter pour la liberté d'expression des intellectuels (écrivains, journalistes, artistes, hommes politiques), et promouvoir l'idée d'une amnistie des victimes de l'épuration condamnés hâtivement et libérer ceux qui n'étaient pas encore jugés ». 
C'est pourquoi l'UII s'engagea en faveur de l'amnistie des épurés, avec la formation à la veille des élections législatives de 1951 du Comité d'action pour la grande amnistie, animé par deux secrétaires généraux, l'avocat parisien Pierre Leroy, futur président de l'UII, et Georges Rivollet, membre du bureau de l'UII, et formé par l'UII avec d'autres associations. Elle donne en 1953 une réception pour remercier les personnalités et les parlementaires qui ont aidé au vote de la dernière loi d'amnistie, avec comme orateurs, outre Jean Montigny, son président, Pierre Taittinger et l'ancien ministre Georges Bonnet. Des dirigeants et des adhérents de l'UII sont membres ou proches de l'Association pour défendre la mémoire du maréchal Pétain. Mais d'autres sont d'authentiques résistants comme Hélène de Suzannet, Jean Epstein-Langevin, Edmond Michelet.
L'UII se fait connaître et se manifeste par des réunions d'information, auxquelles participent d'anciennes personnalités politiques de Vichy et de la IIIe République (telles René Belin, Georges Bonnet ou Pierre-Étienne Flandin) et des parlementaires comme Jean-Louis Tixier-Vignancour, Jean Legendre ou Roger de Saivre, à la salle  des Sociétés savantes, puis à la salle Wagram. Ses réunions ont parfois été interdites du fait des protestations de mouvements de gauche. Ainsi en 1951 une conférence de François Piétri. 
L'UII commémore également des événements. Par exemple en 1954 l'anniversaire de la libération de Paris et celui de l'élection de Léon Bérard à l'Académie française, célébrés dans les salons de l'hôtel Lutetia. Ou en 1957 le 90e anniversaire du général Maxime Weygand et l'entrée à l'Académie française de Jacques Chastenet. Elle organise enfin des dîners-débats. Elle diffuse aussi des communiqués aux journaux et organise des cocktails littéraires, des ventes de livres et des signatures d'auteurs, marqués souvent à l'extrême droite, tels en mai 1961, outre Jacques Isorni, Xavier Vallat, Maurice Bardèche, Emmanuel Beau de Loménie, Alain de Sérigny, Henry Coston, Bernard Faÿ, Henri Massis, Saint-Paulien, Philippe Héduy. Manifestation décommandée au dernier moment devant les protestations du MRAP, de la LICA et d'autres organisations de gauche.
L'UII combat le retour du général de Gaulle au pouvoir et appelle à voter non au Référendum du 28 septembre 1958. En 1960, elle se déclare « solidaire de l'action entreprise en Algérie, avec le consentement de l'armée, pour le maintien de l'Algérie française » et élève une « énergique protestation contre la saisie abusive de journaux nationaux, défenseurs de l'intégrité du territoire et du patrimoine national, saisie qui constitue une atteinte grave à la liberté de la presse et aux principes les plus sacrés de la liberté d'opinion ». En avril 1962, elle appelle à voter non au prochain Référendum sur les accords d'Évian et à « refuser de voter comme le parti communiste pour la reconduction de la dictature et l'abandon déshonorant de citoyens français ». Par hostilité à de Gaulle et par amitié pour des amis communs, elle appelle à voter pour François Mitterrand au second tour de l'élection présidentielle de 1965. Cet engagement antigaulliste provoqua le départ d'adhérents gaullistes. Claude Adam affirme en 2002 : « Notre 'non' nous coûta cher puisque nous perdîmes plus de la moitié de nos adhérents. ». 
Ses dirigeants, ses membres et ses conférenciers fréquentent alors d'autres associations comme l'ADMP, l'association des amis de Robert Brasillach (Adam, Cathala) - Claude Adam affirme en 1965 que l'une des toutes premières réunions de l'UII, en 1949, fut consacrée à l'écrivain Robert Brasillach, condamné à mort et exécuté à la Libération malgré une pétition signée par la plupart des écrivains français conduite par François Mauriac et que l'UII a contribué à ce que sa mémoire ne soit pas « étouffée » - , le Centre d'études politiques et civiques, le Centre des hautes études américaines, dont le délégué général, Pierre Girard, est aussi le trésorier de l'UII.
Au lendemain du IIe concile œcuménique du Vatican, François Cathala et Claude Adam apportent leur soutien aux catholiques traditionalistes, à Marcel Lefebvre (conférences en 1968 et 1973), François Ducaud-Bourget, et l’abbé Georges de Nantes, qui discutent les orientations de ce qu’ils appellent l’Église conciliaire. Claude Adam anime aussi le Club de la culture française, fondé en 1963, avec le romancier Michel de Saint Pierre et Michel Aumônier. Il figure au comité de patronage de l'association Credo, fondée par Saint-Pierre en décembre 1974.
Dans les années 1980-1990, l'UII renouvelle ses orateurs en invitant des personnalités comme Vladimir Volkoff, Jacques Vergès, René Huyghe, Michel Déon, Michel Jobert, Jean-Marie Le Pen.
Claude Adam s'engage par ailleurs à titre personnel en participant à un meeting du Front national en 1973. Et en 1979 à un colloque pour l'Europe aux côtés de Jean-Marie Le Pen, Roger Holeindre et d'autres figures de l'extrême droite. Il dirige encore en 1990 un forum lors des journées culturelles de National-Hebdo de 1990.

## Prix
Sous la présidence de Claude Adam, l'UII crée en 1977 le prix des Intellectuels indépendants destiné à couronner chaque année un livre et son auteur  « pour leur part prise à la lutte contre le mensonge et l'imposture et, d'une manière générale, contre le conformisme actuel ».
Le prix fut décerné à:
- 1977 : Louis-Alphonse Maugendre, pour Alphonse de Châteaubriant, 1871-1951. Dossier littéraire et politique (édition André Bonne)
- 1978 : Jean Bourdier, pour Les Marchands de légendes (Plon)
- 1979 : Lucien Laugier, pour Turgot ou le mythe des réformes (Albatros)[24]
- 1980 : Jean Butin, pour Henri Béraud, sa longue marche de la Gerbe d'or au Pain noir (Horvath)
- 1981 : Ginette Guitard-Auviste, pour Paul Morand (Hachette)
- 1982 : Philippe Gautier, La Toussaint blanche (La Pensée universelle)
- 1983 : Raymond Abellio, pour Visages immobiles (Gallimard)
- 1984 : Benoit Le Roux, pour Louis Veuillot, un homme, un combat (Tequi)
- 1985 : Jacques de Launay, pour La grande débâcle, 1944-1955 (Albin Michel)
- 1986 : Henri Servien, pour Petite histoire des colonies et missions françaises (Chiré)
- 1987 : Anne Brassié, pour Robert Brasillach ou Encore un instant de bonheur (Robert Laffon)
- 1988: René Sédillot[25], pour Le coût de la Révolution française (Perrin)
- 1989 : Ivan Gobry[26], pour Les martyrs de la Révolution française (Perrin)
- 1990 : Jean Lessay pour Rivarol : le Français par excellence (Perrin)[27]
- 1991 : général Jacques Le Groignec[28], pour Pétain, gloire et sacrifice (Nouvelles éditions latines)
- 1992 : Jean-François Chiappe, pour Une histoire de la France (Perrin)
- 1993 : François Léger, pour Monsieur Taine (Criterion)
- 1994 : Édith et François-Bernard Huyghe, pour Les empires du mirage (Robert Laffont)
- 1995 : Vladimir Volkoff, pour Le grand tsar blanc (éditions de Fallois/L’âge d’homme)
- 1996 : Jacques Trémolet de Villers, pour Les fleurs d’Ulysse (Dominique Martin Morin)
- 1997 : Dominique Venner, pour Les blancs et les rouges (Pygmalion/Gérard Watelet}
- 1998 : Jean de Viguerie, pour Les deux patries (Dominique Martin Morin)
- 1999: A. D. G., pour Le grand sud (J.C. Lattès)
- 2000 : Ghislain de Diesbach, pour La Comtesse de Ségur (Perrin)
- 2001 : Michel Mohrt, pour Tombeau de la rouërie (Gallimard)
- 2002 : Jean Raspail, pour Le son des tambours sur la neige. Nouvelles (Robert Laffont)
- 2002 : Hélie de Saint Marc et August von Kageneck, pour Notre histoire (1922-1945) ( éditions Les Arènes)
- 2003 : Brigitte Bardot, pour Un cri dans le silence (Ed. du rocher)
- etc.

Le prix était accompagné d'une prime de 5 000 francs financée par les cotisations des 400 adhérents réguliers de l'UII.

### Membres et proches de l'UII
Parmi les écrivains et intellectuels membres ou sympathisants de l'UII, on relève durant les années 1950 ou 1960 les académiciens Pierre Benoit, Léon Bérard, Henry Bordeaux, Jérôme Carcopino, Jacques Chastenet, René Huyghe, André Chaumeix, Claude Farrère, Pierre Gaxotte, Jean Guitton, Edmond Jaloux, Louis Madelin, Henri Massis, Thierry Maulnier, Henry de Montherlant, Paul Morand, ainsi que Daniel Halévy, Georges Ripert, Maurice Bardèche, Jacques Benoist-Méchin, Henry Coston, André Frossard, Maurice Martin du Gard, Louis Rougier, etc. L'avocat André Berthon, ancien député socialiste puis communiste, donne en 1951 une conférence.

## Présidents
- Pierre Heuzé[Quand ?]
- Jean-Marie Aimot, ancien cadre du Francisme et du Parti populaire français[Quand ?]
- François Le Grix[31], ancien directeur de La Revue hebdomadaire[Note 3][Quand ?]
- Jean Montigny, 1951 - début 1957
- Pierre Leroy, avocat, 1957 - 1959
- Jacques Isorni, avocat du maréchal Pétain et ancien député, 1959 - 1960
- François Cathala (1915-2004), fils aîné de Pierre Cathala, avocat, notamment de l'hebdomadaire d'extrême droite Rivarol[32], 1960[33] - 1974 (président-adjoint auparavant)
- Claude Adam[Note 4], 1974[34] - 1995 (secrétaire général depuis 1959)
- Jean-Claude Bardet, 1995
- Philippe Luyt, ancien directeur technique de Valeurs actuelles, directeur général des Editions Masson, ancien (?) président de l'association des amis de Xavier Vallat[35], 1996 - ?[9]

### Cadres de l'UII
En 1951, l'UII présidée par Jean Montigny compte notamment à son comité directeur François Le Grix, André Thérive, Pierre Morel, ancien de l'agence de presse Inter-France, Louis Rougier, François Cathala, Paul Estèbe, député et directeur de l'hebdomadaire Paroles françaises. Siègent au bureau de l'UII durant les années 1950 et 1960 les écrivains José Germain et André Thérive, vice-présidents, ou encore Georges Rivollet, ancienne figure du mouvement ancien combattant et ancien cadre d'un parti collaborationniste, le RNP de Marcel Déat. Sont membres de son comité directeur l'ancien journaliste collaborationniste Stéphane Lauzanne (ancien rédacteur en chef du quotidien Le Matin), l'ancien député socialiste rallié à la collaboration Alexandre Rauzy, des journalistes, des avocats, des colonels.

## Sources
- Henry Coston, Partis, journaux et hommes politiques d'hier et aujourd'hui, Paris, Lectures françaises, novembre 1960.
- Jérôme Cotillon, Ce qu'il reste de Vichy, Armand Colin, coll. « Histoire au présent », 2003  (ISBN 2200263821)
- Jean-Yves Camus, René Monzat, Les droites nationales et radicales en France: répertoire critique, Presses Universitaires de Lyon, 1992
- Olivier Adam, Claude Adam et l'Union des intellectuels indépendants, vol. 79, Librairie Fosse, janvier 2019 (lire en ligne).